# Julian Glover

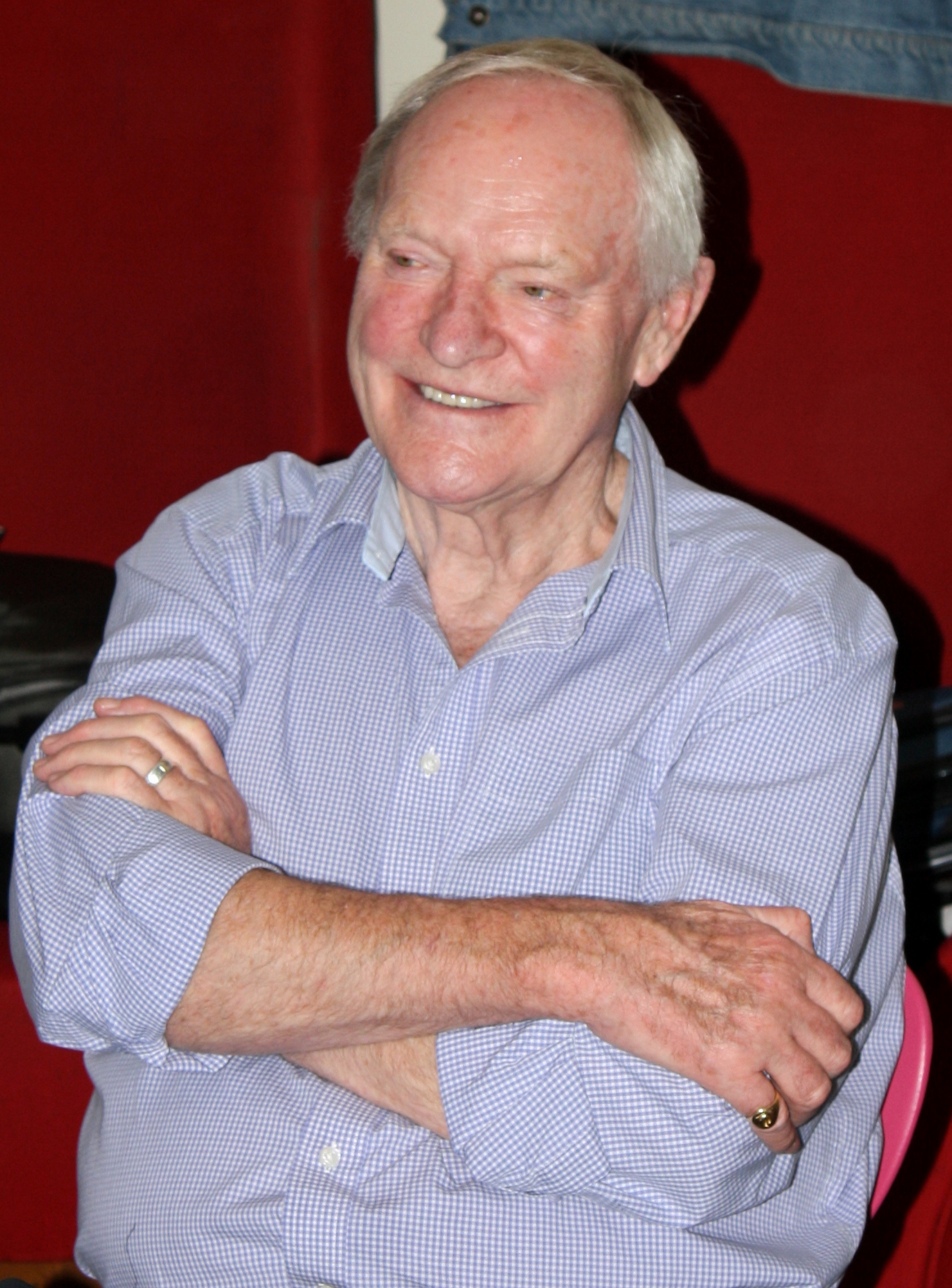
Julian Glover auf der Noris Force Con 2011 in Nürnberg

Julian Wyatt Glover CBE (* 27. März 1935 in London) ist ein britischer Schauspieler.

## Biografie
Glover wurde im Londoner Stadtteil Hampstead als Sohn von Honor Ellen Morgan und Claude Gordon Glover, einem BBC-Radioproduzenten, geboren. Der Musiker Robert Wyatt ist sein Halbbruder. Er besuchte Schulen in Bristol und Dulwich und war auch Klassenkamerad von anderen Schauspielern wie Timothy West und David Prowse. Danach absolvierte er eine Schauspielerausbildung am Theater in London und wurde ein Mitglied der Royal Shakespeare Company, mit der er in den 1950er Jahren in zahlreichen Bühnenstücken auftrat.
In den 1960er und 1970er Jahren trat Glover in verschiedenen TV-Serien wie Doctor Who und Simon Templar sowie in ersten Filmen wie Das grüne Blut der Dämonen auf. In den 1980er Jahren erhöhte sich sein Bekanntheitsgrad zunehmend, als er 1980 in Star Wars: Episode V – Das Imperium schlägt zurück die Rolle des General Veers spielte. 1972 wurde er als James Bond als Nachfolger von Sean Connery in Betracht gezogen, letztendlich wurde jedoch Roger Moore verpflichtet, mit dem er zusammen in dem Film James Bond 007: In tödlicher Mission spielte. Außerdem war er in Indiana Jones und der letzte Kreuzzug (1989) mit Harrison Ford zu sehen.
Darüber hinaus wirkte er im Liebesfilm Das Buch Eva – Ticket ins Paradies (2002) und der Kriminalkomödie Big Nothing (2006) mit. Außerdem lieh er Aragog in Harry Potter und die Kammer des Schreckens (2002) seine Stimme. Von 2011 bis 2016 war er in HBOs Fantasy-Serie Game of Thrones, die auf George R. R. Martins erfolgreicher Romanreihe Das Lied von Eis und Feuer basiert, in der Rolle des Großmaester Pycelle zu sehen.
Glover war von 1957 bis 1966 mit der Schauspielerin Eileen Atkins verheiratet. Seit 1968 ist er mit Isla Blair verheiratet, welche auch im Film Indiana Jones und der letzte Kreuzzug seine Ehefrau verkörperte. Mit ihr hat er einen Sohn namens Jamie Glover, welcher ebenfalls als Schauspieler tätig ist.

## Filmografie (Auswahl)

### Filme
- 1963: Tom Jones – Zwischen Bett und Galgen (Tom Jones)
- 1964: Die erste Nacht (Girl with Green Eyes)
- 1965: Die Morde des Herrn ABC (The Alphabet Murders)
- 1966: Hier war ich glücklich (I Was Happy Here)
- 1967: Das Haus des Schreckens (Theatre of Death)
- 1967: Das grüne Blut der Dämonen (Quatermass And The Pit)
- 1968: Teuflische Spiele (The Magus)
- 1969: Alfred der Große – Bezwinger der Wikinger (Alfred the Great)
- 1970: Sturmhöhe (Wuthering Heights)
- 1971: Nikolaus und Alexandra (Nicholas and Alexandra)
- 1972: Antonius und Cleopatra (Antony and Cleopatra)
- 1973: Hitler – Die letzten zehn Tage (Hitler: The Last Ten Days)
- 1974: Luther
- 1974: Eine todsichere Sache (Dead Cert)
- 1974: Der schwarze Panther (The Internecine Project)
- 1974: 18 Stunden bis zur Ewigkeit (Juggernaut)
- 1977: Gullivers Reisen (Gulliver’s Travels, Stimme)
- 1980: Das Imperium schlägt zurück (The Empire Strikes Back)
- 1981: In tödlicher Mission (For Your Eyes Only)
- 1982: Ivanhoe (Fernsehfilm)
- 1983: Hitze und Staub (Heat and Dust)
- 1984: Kim
- 1985: Jenseits der Morgenröte (Fernseh-Miniserie)
- 1985: Undercover O.S.S. (Behind Enemy Lines)
- 1986: Anastasia (Anastasia: The Mystery of Anna)
- 1987: Das vierte Protokoll (The Fourth Protocol)
- 1987: Afrika Amok – Die Jagd nach dem weißen Gold (Tusks)
- 1987: Schrei nach Freiheit (Cry Freedom)
- 1987: Hearts of Fire
- 1987: Der geheime Garten (The Secret Garden)
- 1989: Indiana Jones und der letzte Kreuzzug (Indiana Jones and the Last Crusade)
- 1990: Die Schatzinsel (Treasure Island)
- 1991: King Ralph
- 1994: Der blutige Weg zur Macht (La chance)
- 1996: Der Infiltrator (The Infiltrator)
- 1997: Inspector Barnaby (Midsomer Murders, Folge: Tod in Badgers Drift)
- 2000: Vatel
- 2002: Harry Potter und die Kammer des Schreckens (Harry Potter and the Chamber of Secrets, Stimme)
- 2002: Das Buch Eva – Ticket ins Paradies (The Book of Eve)
- 2004: Troja (Troy)
- 2006: Scoop – Der Knüller (Scoop)
- 2008: Mirrors
- 2012: Airborne – Come Die with Me (Airborne)
- 2022: Tár

### Fernsehserien
- 1960: An Age of Kings – 14 Episoden
- 1961–1969: Mit Schirm, Charme und Melone – 4 Episoden
- 1965–1979: Doctor Who – 8 Episoden
- 1970: Paul Temple – Der Mann von Batu (The black room)
- 1972: Spy Trap – 13 Episoden
- 1972: Callan – 1 Episode
- 1975: Mondbasis Alpha 1 – 1 Episode
- 1975: Die Füchse – The Sweeney, 1 Episode
- 1983: Dombey & Son – 10 Episoden
- 1983: By the Sword Divided – 9 Episoden
- 1985: Jenseits der Morgenröte – TV-Mehrteiler
- 1985: Remington Steele – 2 Episoden
- 1985: Magnum – 1 Episode
- 1988–1989: Wish Me Luck – 15 Episoden
- 1995: The Chief – 7 Episoden
- 1995: Bruder Cadfael – 1 Episode
- 2007, 2011: Silent Witness  – 4 Episoden
- 2011–2016: Game of Thrones – 31 Episoden
- 2012: Merlin – Die neuen Abenteuer – Merlin, 1 Episode
- 2013: Atlantis – 1 Episode
- 2016: Grantchester – 1 Episode
- 2018: Black Earth Rising – 3 Episoden
- 2019: The Crown – 1 Episode